# Lucía Cortez Llorca
Lucía Cortez Llorca (* 5. Juni 2000) ist eine spanische Tennisspielerin.

## Karriere
Cortez Llorca begann mit fünf Jahren mit dem Tennisspielen. Ihr bevorzugter Belag ist der Sandplatz. Sie spielt vor allem Turniere auf der ITF Women’s World Tennis Tour, auf der sie bislang einen Einzeltitel und drei Titel im Doppel gewinnen konnte.

## Turniersiege

### Einzel
| Nr. | Datum           | Turnier | Kategorie | Belag | Finalgegnerin | Ergebnis      |
| --- | --------------- | ------- | --------- | ----- | ------------- | ------------- |
| 1.  | 11. August 2024 | Bytom   | ITF W50   | Sand  | Mia Ristić    | 0:6, 6:4, 7:5 |

### Doppel
| Nr. | Datum            | Turnier    | Kategorie | Belag     | Partnerin                          | Finalgegnerinnen                          | Ergebnis         |
| --- | ---------------- | ---------- | --------- | --------- | ---------------------------------- | ----------------------------------------- | ---------------- |
| 1.  | 23. Juli 2021    | Don Benito | ITF W15   | Teppich   | Olga Parres Azcoitia               | Tamara Kostic Erica Oosterhout            | 6:4, 6:3         |
| 1.  | 12. Februar 2022 | Villena    | ITF W15   | Hartplatz | Joëlle Steur                       | Katharina Hering Olga Parres Azcoitia     | 6:2, 6:4         |
| 3.  | 18. August 2023  | Ourense    | ITF W25   | Hartplatz | Guiomar Maristany Zuleta de Reales | Karola Patricia Bejenaru Yasmine Mansouri | 6:4, 3:6, [10:6] |